# Parametertransformation
Als Parametertransformation wird in der Analysis eine stetige und streng monotone Abbildung bezeichnet, die den Parameter eines Weges ändert.

## Formale Definition
Sind {\displaystyle \gamma _{1}\colon [a,b]\rightarrow \mathbb {R} ^{n}} und {\displaystyle \gamma _{2}\colon [\alpha ,\beta ]\rightarrow \mathbb {R} ^{n}} zwei Wege und 
ist {\displaystyle f\colon [a,b]\rightarrow [\alpha ,\beta ]} eine stetige und streng monotone Funktion mit 
{\displaystyle \gamma _{1}(t)=\gamma _{2}(f(t))} für alle {\displaystyle t\in [a,b]}, also {\displaystyle \gamma _{1}=\gamma _{2}\circ f},
so nennt man 
{\displaystyle f} eine Parametertransformation.
Man nennt {\displaystyle \gamma _{1}} dann auch eine Umparametrisierung von {\displaystyle \gamma _{2}} mittels {\displaystyle f}.
Ist {\displaystyle f} streng monoton wachsend, so wird die Parametertransformation orientierungstreu genannt. Falls die Parametertransformation {\displaystyle f} streng monoton fallend ist, wird sie orientierungsumkehrend genannt.
Wenn {\displaystyle f} und die Umkehrfunktion {\displaystyle f^{-1}} stetig differenzierbar sind, dann nennt man {\displaystyle f} eine {\displaystyle C^{1}}-Parametertransformation.

## Eigenschaften
- Durch die Parametertransformation ändert sich der Weg, nicht jedoch die zugehörige Kurve.[3]
- Der Weg {\displaystyle \gamma _{1}} ist genau dann rektifizierbar, wenn {\displaystyle \gamma _{2}} rektifizierbar ist. In diesem Fall sind die Weglängen von {\displaystyle \gamma _{1}} und {\displaystyle \gamma _{2}} gleich.[4]